# Plakobranchidae
Die Plakobranchidae (Syn.: Placobranchidae, Elysiidae) sind mit rund 100 Arten die größte Familie aus der Unterordnung der im Meer lebenden Schlundsackschnecken (Sacoglossa).

## Merkmale
Plakobranchidae sind Nacktschnecken, die ihre Gehäuse vollständig reduziert haben (im Gegensatz zu anderen Familien der Sacoglossa, die ihre Gehäuse nur teilweise reduziert haben). Ihre Körper sind länglich und schlank. An jeder Seite finden sich flache, flügelartig ausgebildete Parapodien, die aufwärts stehen und in der Mitte mit ihren gewellten Rändern zusammenstoßen. Sie setzen hinter dem Nacken an; Teile der Verdauungsdrüsen und Geschlechtsorgane reichen in die Parapodien hinein. Plakobranchidae sind zwittrig, ihr Genitalsystem ist diaulisch oder triaulisch, der Penis ist nicht bewehrt. Eine schmale Furche verläuft über die Körperseiten bis zur Fußsohle, die sie dann quert. Normalerweise oberhalb dieser Furche auf der rechten Körperseite liegt der Anus.
Auf der Rückenoberfläche liegt das Fiederkiemen-System, das bis zur Renoperikardial-Erhebung unmittelbar hinter dem Kopf reicht. Es gibt nur ein Paar Kopftentakeln, die Rhinophoren, sie dienen als Chemorezeptoren und können eingerollt werden.

## Lebensweise
Alle Plakobranchidae leben im Meer. Wie fast alle schalenlosen Schlundsackschnecken ernähren sie sich ausschließlich herbivor von Algen, zumeist aus der Klasse der Ulvophyceae und Chlorophyceae. Vielfach sind die einzelnen Gattungen spezialisiert auf bestimmte Algen-Ordnungen.
Häufig, insbesondere bei den Elysia-Arten, findet sich Kleptoplastie, die Tiere nehmen also Algen auf, verdauen aber die für die Photosynthese zuständigen Chloroplasten nicht, sondern lassen diese in ihrem Körper weiterhin Photosynthese betreiben. Dadurch müssen sie je nach Art von wenigen Tagen bis zu mehreren Monaten keine Nahrung aufnehmen. Für Elysia chlorotica wurde diskutiert, ob die Tiere nicht nur die Plastiden der Alge Vaucheria litorea in den Körper aufnehmen, sondern sogar Teile des Genoms der Algen in das eigene integrieren. Dies erschien schlüssig, da die Plastiden ohne einen konstanten Nachschub an reparierten Proteinen nicht überleben können. Allerdings scheint die Schnecke die Proteine in der Tat nicht zu produzieren – der Grund, wie die Plastiden über einen derart langen Zeitraum überleben, bleibt somit unaufgeklärt.
Die Plakobranchidae Elysia marginata können ihren gesamten, parasitierten, Körper unterhalb des Kopfes abwerfen und regenerieren. Ihr Kopf überlebt dabei mittels Algenzellen-basierter Photosynthese.

## Systematik

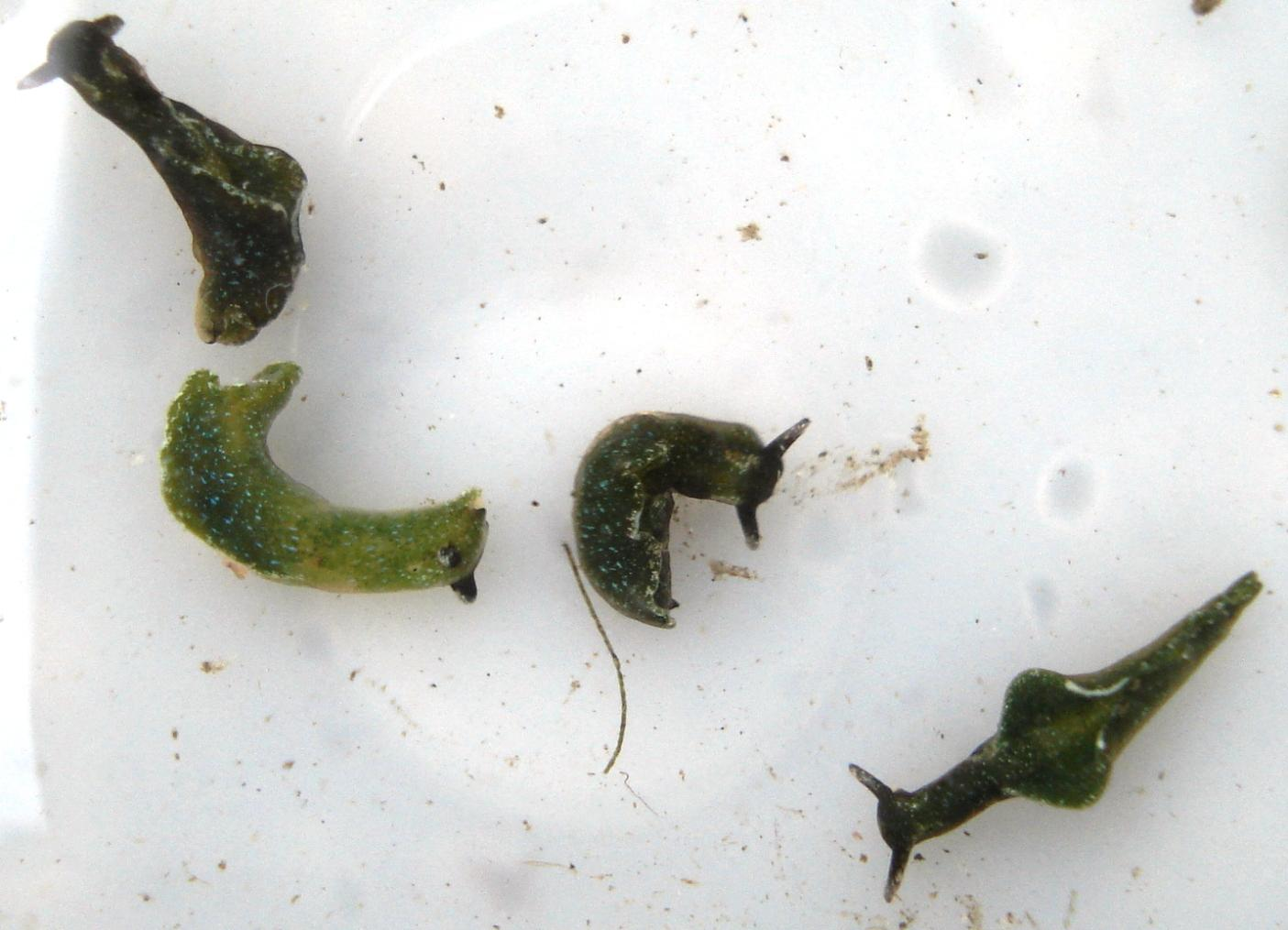
Grüne Samtschnecken (Elysia viridis)

Die Familie enthält derzeit fünf Gattungen mit rund 100 Arten, die umfangreichste ist die Elysia mit 65 Arten allein im Indo-Pazifik. Diese Gattung hat jedoch dringenden Revisionsbedarf. Damit stellen die Placobranchidae zugleich die größte Familie der Schlundsackschnecken (Sacoglossa) dar. Die Placobranchidae sind die Nominatfamilie der Überfamilie Placobranchoidea, die außerdem die Familien Boselliidae Marcus, 1982 und Platyhedylidae Salvini-Plawen, 1973 enthält.
- Elysia Risso, 1818
- Thuridilla Bergh, 187
- Elysiella Bergh, 1872
- Pattyclaya Marcus, 1982
- Placobranchus van Hasselt, 1824